# Роуздејл (Индијана)
Роуздејл (енгл. Rosedale) град је у америчкој савезној држави Индијана.

## Демографија
По попису из 2010. године број становника је 725, што је 25 (-3,3%) становника мање него 2000. године.
| Група             | 2000.       | 2010.       |
| Белци             | 747 (99,6%) | 706 (97,4%) |
| Афроамериканци    | 1 (0,1%)    | 0 (0,0%)    |
| Азијати           | 1 (0,1%)    | 0 (0,0%)    |
| Хиспаноамериканци | 0 (0,0%)    | 8 (1,1%)    |
| Укупно            | 750         | 725         |